# Little Folks
Little Folks est un magazine illustré britannique pour la jeunesse fondé en 1871 et publié par Cassell. Le titre disparaît en 1933.

## Histoire du support
Little Folks, a magazine for the young paraît pour la première fois en janvier 1871 à Londres suivant un rythme hebdomadaire d'un format de 16 pages, puis mensuel de 64 pages en moyenne à partir de 1877. Le sous-titre devient successivement « the magazine for the boys and girls », puis « the young people's magazine ». L'éditeur est Cassell Petter Galpin & Co., qui devient ensuite Cassell & Co. Ltd, l'un des plus importants groupes de presse britannique de son temps. L'expression « little folks » est ici un jeu de mots signifiant à la fois les « tout petits, les enfants », et aussi les petites bêtes (insectes, etc.) et les créatures légendaires peuplant les forêts et que l'on retrouve dans les contes. Le prix de vente était de 6 pence dans sa version mensuelle avant 1914, grimpant jusqu'à 1 shilling dans les années 1920. Dès le départ, les livraisons hebdomadaires sont proposées à la vente deux fois par an réunies sous forme de volume cartonné illustré, constituant des albums.
Illustré au départ de gravures sur bois tirées en noir, la couleur fait son apparition à la fin des années 1880. Les illustrateurs qui contribuèrent à ce magazine sont fort nombreux : durant les premières décennies, ils témoignent d'un style victorien. Chaque numéro est introduit, outre la couverture originale, par un frontispice, puis se succèdent une dizaine de contes ou nouvelles agrémentées de six hors-textes en couleur, mais aussi de feuilletons, de partitions pour chanson et piano, de casse-têtes, de chroniques scientifiques amusantes, etc.
Ce magazine pour la jeunesse connut un succès croissant avec l'expansion du groupe Cassell qui le diffusa et l'adapta dans tout l'Empire britannique mais aussi aux États-Unis via le groupe News puis la licence d'exploitation fut cédée à l'éditeur S. E. Cassino de 1897 à 1926. Il existe même une édition pour Paris (années 1890).
L'édition britannique, qui totalise 800 livraisons, est suspendue en février 1933 par le groupe Amalgamated Press qui, conséquence d'une entrée en bourse puis de la crise économique, avait racheté la plupart des périodiques de Cassell, entre 1927 et janvier 1932.

## Rédacteurs en chef
- vers 1876 : H. G. Bonavia Hunt, futur rédacteur en chef du Cassell's Magazine
- 1890 – 1894 : Ernest Foster
- 1895 – 1907 : S. H. Leeder [Sam H. Hamer]
- 1908 - 1915 : Charles Bayne et F. Knowles Campling [?]
- 1915 – ? : H. Darkin Williams

## Novellistes
Esther Glen (en), Joan Lindsay, Elsie J. Oxenham (en), Bella Sidney Woolf (en)...

## Illustrateurs
Ernest Aris, Mabel Lucie Attwell, Stuart Barker, Charles H. Bennett, Harold Copping, Charles Folkard (d), Kate Greenaway, Evelyn Stuart Hardy, Frank Hart (1878-1959), H. R. Millar (en), Harry B. Neilson, Rosa Clementina Petherick (en), Arthur Rackham, Harry Rountree (en), Louis Wain...